# Bill Aalto
William ("Bill") Eric Aalto (nacido William Oliver Ahlström, Nueva York, 1915-Nueva York, 1958) fue un poeta, militante comunista y militar estadounidense que formó parte de las Brigadas Internacionales, donde destacó por su participación en el asalto al fuerte de Carchuna en 1938.

## Primeros años
Bill Aalto nació en El Bronx (Nueva York) en 1915, hijo de madre soltera, Elsa Akkola, una emigrante finlandesa llegada a Estados Unidos en 1907 y que trabajaba como empleada doméstica. La infancia de Aalto estuvo marcada por las estrecheces económicas y por el carácter de su madre, una mujer inteligente y bien educada que estaba a decidida a que sus hijos completasen su educación. Elsa Akkola se relacionó con el círculo de finlandeses comunistas en Nueva York y durante toda su vida defendió dicha ideología. En 1927, cuando Bill tenía 12 años, se casó con otro finlandés emigrado, Otto Aalto, de buena posición económica y más conservador. Con él tuvo un segundo hijo, Henry, y la mejora de las condiciones de vida permitió que ambos hermanos siguiesen estudiando.
En su adolescencia Bill tuvo diferencias con su padrastro. Buen estudiante, comenzó a frecuentar un club juvenil finlandés, "The Harlem Proletarians", de tendencia comunista y un tiempo después se afilió al Bronx Young Communist League, iniciando así su militancia política.
En 1929 la tragedia golpeó a la familia Aalto con la muerte prematura del hermanastro de Bill, Henry. El trauma provocó el distanciamiento entre Elsa y su marido, agravado por sus diferencias políticas y sociales y profundizó la distancia entre Bill y su padrastro. Las discusiones se hicieron frecuentes y en 1935 Bill Aalto abandonó su hogar y sus estudios. Durante los siguientes tres años trabajó como conductor de camiones y aprendiz de fundidor.

## Reclutamiento en las Brigadas Internacionales y llegada a España
En febrero de 1937 Aalto se alistó como voluntario en las Brigadas Internacionales y embarcó en el SS Paris con destino a Le Havre. Desde allí cruzó la frontera española y viajó hasta Albacete, base principal de las Brigadas. Como la mayoría de voluntarios norteamericanos, Bill Aalto se presentó como voluntario por convicción ideológica. Fuertemente politizado desde muy joven, veía la guerra civil española como una lucha contra el fascismo internacional a la que él podía contribuir.
Aalto se presentó voluntario para recibir entrenamiento como guerrillero. Fue destinado al XIV Cuerpo de Ejército Guerrillero, una unidad especial dentro del Ejército Popular de la República, entrenada por asesores soviéticos pertenecientes al GRU en infiltración, sabotaje y demoliciones tras las líneas enemigas. Un mes después, en marzo de 1937, se afilió al Partido Comunista de España.

### Carrera militar en España
Bill Aalto demostró una habilidad natural para la guerra de guerrillas, un oficio exigente y peligroso que exigía un gran despliegue físico y mucha sangre fría. En algo más de un año fue ascendido a capitán, pasando por los empleos de cabo (mayo de 1937), sargento (junio de 1937), teniente (mayo de 1938) y finalmente capitán (junio de 1938), todos ellos ascensos por méritos de guerra. Siempre sirviendo dentro del XIV Cuerpo de Ejército Guerrillero, formó parte de las Brigadas 157.ª, 165.ª, 154.ª y finalmente, ya como oficial responsable, de la 230.ª Brigada.
Aalto, de más de dos metros de altura, fuerte físicamente y con un buen conocimiento del español, que hablaba con fluidez (algo que no era habitual entre los brigadistas) hizo amistad, nada más ingresar en la Escuela Guerrillera de Jaén, con otros dos norteamericanos, con los que realizó numerosas misiones y que tendrían una importancia decisiva en su vida: Alex Kunslicht, universitario neoyorkino y sindicalista e Irving Goff, nacido en Brooklyn y acróbata de profesión. Bajo el mando de Kunslicht (siete años mayor que sus compañeros), formaron un equipo que protagonizó numerosos raids. El más famoso de ellos fue la voladura del Puente de Albarraicín, en Granada, ficcionalizado por Ernest Hemingway en "Por quién doblan las campanas".
A finales de 1937 las operaciones guerrilleras en el Frente Sur aumentaron y Kunslicht comenzó a tener un papel importante, con mando sobre unidades de gran tamaño. En este periodo Aalto se desempeñó como su segundo en el mando, con responsabilidad sobre la planificación estratégica de cada operación, la logística de las mismas y la intendencia asociada, además de participar directamente en cada misión.
Dichas misiones comprendían, en una alta proporción, la demolición de infraestructura y depósitos enemigos, especialmente la relacionada con transportes (túneles, carreteras y puentes) e incluían largas caminatas de infiltración por la Sierra y la certeza de una muerte segura en caso de captura.
Años más tarde, en 1942, Aalto explicaría así su percepción del combate en el marco de un estudio encargado por el gobierno de EE. UU. a la Universidad Yale, bajo el título Fear in Battle ("Miedo en combate"): Temía el momento de abandonar la trinchera, ser atravesado por las bayonetas o abatido por el fuego de las ametralladoras. Por eso me convertí en un guerrillero y aceché, no vi bayonetas, me encontré con muy pocas ametralladoras y corté mucho alambre de espino.

### Asalto al Fuerte de Carchuna
En mayo de 1938 Kunslicht, usualmente meticuloso en la planificación de las misiones, cayó prisionero cerca de Granada. Sus compañeros movieron cielo y tierra para evitar su ejecución, recurriendo a la embajada norteamericana en París y pidiendo a la familia del desaparecido que escribiese cartas al alto mando del ejército franquista para averiguar su paradero. Unas semanas después, ante la posibilidad de que Kunslicht estuviese prisionero en el Fuerte de Carchuna, Aalto y Goff propusieron -a través del mando del XIV Cuerpo- la que ha sido la única acción comando a gran escala llevada a cabo por el ejército español en su historia.
El fuerte de Carchuna es un antiguo castillo situado en Calahonda, Granada, cerca de la línea de frente y era usado como campo de prisioneros por el ejército franquista. En él se encontraban 300 presos provenientes de Asturias, usados como mano de obra esclava en la construcción de un campo de aviación en la zona. El fuerte, situado a dos kilómetros del pueblo de Calahonda, tenía una guarnición reducida (15 soldados y oficiales) y gracias a los testimonios de cuatro evadidos se contaba con una idea precisa de sus instalaciones.
En la madrugada del 22 de mayo de 1938 una pequeña fuerza de 20 hombres, pertenecientes a la Compañía Especial de la 55.ª Brigada mixta de la 71.ª División del EPR al mando del teniente Aalto, se dirigieron en dos lanchas de pescadores hacia territorio enemigo. Desembarcaron unos minutos después en la playa de Calahonda, asaltaron el fuerte y, tras un breve intercambio de disparos, liberaron a 308 soldados y oficiales republicanos prisioneros que fueron embarcados en las lanchas y llevados a zona gubernamental. Goff y Aalto, que permanecieron cubriendo la retirada junto a dos camaradas españoles, no llegaron a tiempo y las lanchas zarparon sin ellos: se tiraron al mar y nadaron los 4 kilómetros que les separan de las líneas republicanas. Los españoles murieron ahogados y los dos norteamericanos, nadadores excepcionales, llegaron exhaustos un día después.
Por esta acción Bill Aalto fue ascendido a capitán y mencionado en el Diario Oficial del Ministerio de Defensa de la República. El asalto al fuerte de Carchuna fue una victoria propagandística y moral para la República que tuvo gran repercusión en los medios de comunicación y que convirtió en héroes a sus protagonistas. Para Aalto, sin embargo, la misión fue un fracaso: Alex Kunslicht no estaba entre los prisioneros. Había sido fusilado días antes por las tropas franquistas.

## Vuelta a Estados Unidos, primera denuncia y II Guerra Mundial
Enfermo de paludismo y psicológicamente agotado, Aalto pidió volver a Estados Unidos. Se le concedió y fue repatriado en febrero de 1939, llegando a Nueva York dos años después de su partida. "La guerra nos rompe a pedazos, pero también nos rehace por dentro", escribió. Se mantuvo activo en la Asociación de Combatientes de la Brigada Lincoln y participó en actos públicos de apoyo a la agonizante República. Para sobrevivir hizo todo tipo de trabajos menores, incluyendo el de trabajador de mantenimiento para el ejército norteamericano en la base de Ansonia.
En marzo de 1941 su padrastro, Otto Aalto, lo denunció al FBI, declarando que su hijastro constituía un peligro para EE. UU. por su ideología y su participación en la Guerra Civil. El FBI le abrió un expediente y recomendó su detención preventiva, pero Aalto se adelantó alistándose en el ejército norteamericano donde, junto a otros antiguos brigadistas, fue mantenido bajo vigilancia en puestos de segunda línea.
A principios de 1942 la situación cambió: Estados Unidos había entrado en la Segunda Guerra Mundial y necesitaba toda la ayuda posible. La experiencia en combate de los voluntarios en España era un activo demasiado importante para ser desperdiciado y Aalto, junto a Goff y otros excompañeros, recibió una oferta para enrolarse en las filas del recién fundado OSS (Office of Strategic Services, antecesor de la CIA), especializado en acciones de infiltración y guerrilla tras las líneas nazis. Sin embargo, Aalto jamás llegaría a combatir en Europa.

### Segunda denuncia y accidente
Poco después de su retorno a Estados Unidos, Aalto le confesó a Irving Goff su homosexualidad, un tema tabú en la época. Goff -por diversos motivos, entre ellos el miedo a que la opción sexual de Aalto, percibida como una "debilidad", pusiese en peligro futuras misiones- lo denunció al alto mando. Sus superiores, que apreciaban la experiencia de Aalto, intentaron mantenerlo, pero finalmente se vieron obligados a transferirlo como instructor a un campo de entrenamiento para oficiales novatos en Maryland. Para Aalto significaba que jamás combatiría en primera línea y supuso un golpe durísimo: lo vivió como una traición personal.
En 1943, durante un ejercicio, un alumno tiró, por equivocación, una granada sin seguro hacia sus compañeros. Aalto consiguió interceptarla, pero antes de que lograse arrojarla estalló. La explosión le arrancó la mano derecha y parte de su antebrazo. Fue dado de baja con el rango de sargento y una pensión de invalidez.

## Posguerra y últimos años
Aprovechando la G.I. Bill, Aalto estudió Poesía en la Universidad de Columbia y comenzó a publicar en diversas revistas como New Masses. A raíz de la traición de sus excompañeros se alejó de la Asociación de Veteranos de la Brigada Lincoln y del Partido Comunista. En 1948 viajó a Europa, donde conoció al poeta James Schuyler, que se convirtió en su pareja y con quien vivió una temporada en la casa de W.H. Auden en Ischia. Sin embargo, los efectos de la guerra se manifestaron en accesos de violencia frecuentes y un alcoholismo crónico que le convirtieron en una persona cada vez más retraída y solitaria.
Bill Aalto murió de leucemia en 1958 y fue enterrado en el Cementerio Nacional de Long Island.